# Färöische Volleyballmeisterschaft der Frauen
Die Färöische Volleyballmeisterschaft der Frauen wird auf den Färöern seit 1969 ausgetragen. Die erste Meisterschaft wurde in der 1. deild (deutsch 1. Liga) ausgespielt, 1980 folgte als Unterbau die 2. deild, von 1982 bis 1996 existierte zudem die 3. deild. 1986 wurde die erste Liga in Meistaradeildin (deutsch: Meisterliga) umbenannt, von 2009 bis 2016 trug die Liga den Namen Eik-ligan aufgrund des Sponsorings der Eik Banki. Im Zuge der erstmaligen Umbenennung wurde aus der 2. deild die 1. deild. Seit 2022 werden die Spiele in der FøroyaTele Deildin ausgetragen. Neben der Meisterschaft wird seit 2000 auch ein Pokal ausgespielt.

## Aktueller Modus
Es treten sieben Mannschaften an 21 Spieltagen von Oktober April gegeneinander an, so dass jedes Team insgesamt drei Mal gegen jedes andere spielt. Für einen 3:0- oder 3:1-Sieg gibt es drei Punkte, für einen 3:2-Sieg zwei Punkte und für eine 2:3-Niederlage einen Punkt. Die beiden punktbesten Mannschaften tragen zum Abschluss zwei Finalspiele aus, der Sieger steht als Meister fest. Unterhalb der ersten Liga gibt es die 1. deild, welche 2023/24 aus sechs B- und zwei C-Mannschaften bestand, die in zwei Gruppen eingeteilt sind.

## Bisherige Meister
| - 1969: NFL - 1970: NFL - 1971: Neistin Tórshavn - 1972: Neistin Tórshavn - 1973: Neistin Tórshavn - 1974: Neistin Tórshavn - 1975: NFL - 1976: MB Miðvágur - 1977: MB Miðvágur - 1978: MB Miðvágur - 1979: SÍF Sandavágur - 1980: SÍF Sandavágur - 1981: Mjølnir Klaksvík - 1982: Mjølnir Klaksvík - 1983: Mjølnir Klaksvík - 1984: Mjølnir Klaksvík - 1985: Mjølnir Klaksvík - 1986: Mjølnir Klaksvík - 1987: Mjølnir Klaksvík | - 1988: Mjølnir Klaksvík - 1989: Fleyr Tórshavn - 1990: Fleyr Tórshavn - 1991: Fleyr Tórshavn - 1992: Mjølnir Klaksvík - 1993: Mjølnir Klaksvík - 1994: Fleyr Tórshavn - 1995: Fleyr Tórshavn - 1996: Mjølnir Klaksvík - 1997: Fleyr Tórshavn - 1998: Mjølnir Klaksvík - 1999: Mjølnir Klaksvík - 2000: Mjølnir Klaksvík - 2001: Dráttur Vágunum - 2002: TB Tvøroyri - 2003: ÍF Fuglafjørður - 2004: Mjølnir Klaksvík - 2005: Mjølnir Klaksvík - 2006: Dráttur Vágunum | - 2007: ÍF Fuglafjørður - 2008: SÍ Sørvágur - 2009: SÍ Sørvágur - 2010: SÍ Sørvágur - 2011: Mjølnir Klaksvík - 2012: Mjølnir Klaksvík - 2013: Mjølnir Klaksvík - 2014: Mjølnir Klaksvík - 2015: TB Tvøroyri - 2016: Fleyr Tórshavn - 2017: Dráttur Vágunum - 2018: Fleyr Tórshavn - 2019: Fleyr Tórshavn - 2020: Mjølnir Klaksvík - 2021: SÍ Sørvágur - 2022: Fleyr Tórshavn - 2023: SÍ Sørvágur - 2024: Dráttur Vágunum |

## Rekordmeister
| Titel | Mannschaft       | Saisons |
| ----- | ---------------- | --- |
| 21    | Mjølnir Klaksvík | 1981, 1982, 1983, 1984, 1985, 1986, 1987, 1988, 1992, 1993, 1996, 1998, 1999, 2000, 2004, 2005, 2011, 2012, 2013, 2014, 2020 |
| 10    | Fleyr Tórshavn   | 1989, 1990, 1991, 1994, 1995, 1997, 2016, 2018, 2019, 2022                                                                   |
| 05    | SÍ Sørvágur      | 2008, 2009, 2010, 2021, 2023                                                                                                 |
| 04    | Neistin Tórshavn | 1971, 1972, 1973, 1974 |
| 04    | Dráttur Vágunum  | 2001, 2006, 2017, 2024 |
| 03    | NFL              | 1969, 1970, 1975 |
| 03    | MB Miðvágur      | 1976, 1977, 1978 |
| 02    | SÍF Sandavágur   | 1979, 1980 |
| 02    | ÍF Fuglafjørður  | 2003, 2007 |
| 02    | TB Tvøroyri      | 2002, 2015 |

## Teilnehmer 2023/24
- Dráttur Vágunum
- Fleyr Tórshavn
- Kollafjarðar ÍF
- Mjølnir Klaksvík
- SÍ Sørvágur
- TB Tvøroyri
- Flogbóltsfelaðið Ternan